# KBC Band
Pour les articles homonymes, voir KBC (homonymie).
KBC Band est un groupe de rock américain.

## Biographie
Le groupe est formé en 1985 par les anciens membres de Jefferson Airplane Paul Kantner, Marty Balin et Jack Casady (dont les initiales forment le nom du groupe). D'autres membres s'y sont ajoutés : Keith Crossan, Tim Gorman, Mark « Slick » Aguilar et Darrell Verdusco. 
Durant son existence de 1985 à 1987, le groupe a joué de nombreux concerts et publié un album en 1986, KBC Band. La réunion de ces anciens musiciens de Jefferson Airplane est une des premières étapes qui ont mené à la courte reformation du groupe en 1989.

## Membres
- Paul Kantner - guitare rythmique, chant
- Marty Balin - chant
- Jack Casady - basse
- Slick Aguilar - guitare
- Tim Gorman - claviers
- Darrell Verdusco - percussions
- Keith Crossnan - saxophone

## Discographie
- 1986 : KBC Band